# Pedinopetalum
Pedinopetalum es un género monotípico de planta herbácea perteneciente a la familia Apiaceae. Su única especie: Pedinopetalum domingense, es originaria de la República Dominicana.

## Taxonomía
Pedinopetalum domingense fue descrita por Urb. & H.Wolff y publicado en Arkiv för Botanik utgivet av K. Svenska Vetenskapsakademien 22A(10): 43. 1929.